# Engerwitzdorf
Engerwitzdorf település Ausztriában, Felső-Ausztria tartományban, az Urfahrkörnyéki járásban. Tengerszint feletti magassága 333 méter, területe 41,09 km².

## Elhelyezkedése
Engerwitzdorf Altenberg bei Linz, Steyregg, Linz, Alberndorf in der Riedmark, Gallneukirchen, Unterweitersdorf, Wartberg ob der Aist, Katsdorf, Sankt Georgen an der Gusen és Luftenberg an der Donau településekkel határos.

## Népesség
| 2016 | 8 661 |
| 2018 | 8 790 |